# Shaedon Sharpe

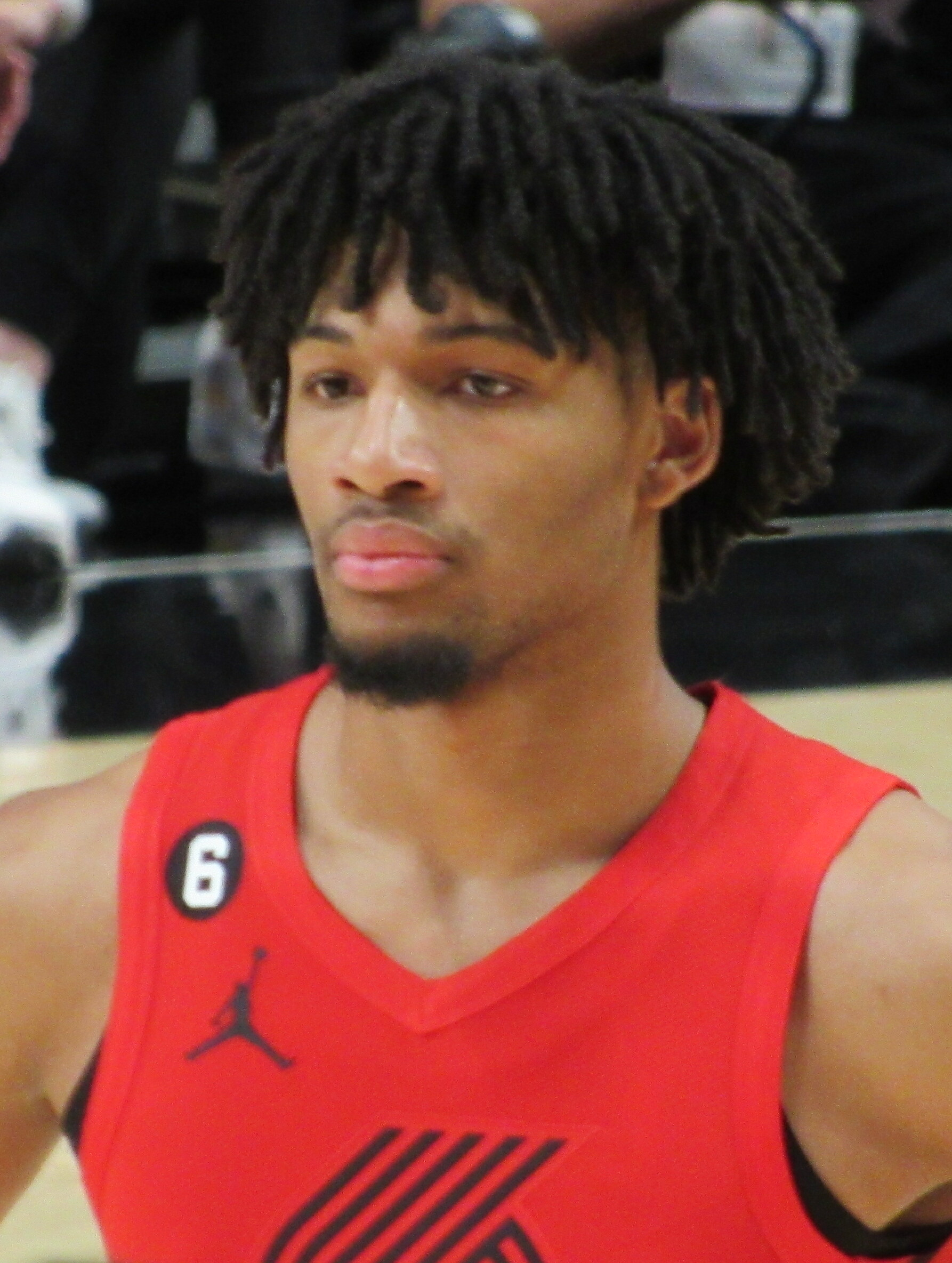
Shaedon Sharpe, 2022.

Shaedon Sharpe, född 30 maj 2003 i London i Ontario, är en kanadensisk professionell basketspelare (SG) som spelar för Portland Trail Blazers i National Basketball Association (NBA).
Han draftades av Portland Trail Blazers i första rundan i 2022 års draft som sjunde spelare totalt.